# Харитонова Марія Василівна
Марія Василівна Харитонова (12 січня 1904, с. Саметь — 17 серпня 1978, там же) — передовик радянського сільського господарства, доярка колгоспу «12 Жовтень» Костромського району Костромської області, Герой Соціалістичної Праці (1949).

## Біографія
Народилася в 1904 році в селі Саметь, нині Костромського району Костромської області в селянській родині. 
Завершила навчання в початковій школі. Рано почала працювати. У 1928 році разом з чоловіком вступили в утворене товариство спільної обробки землі. 
З 1930 по 1932 працювала рільником в колгоспі "12 Жовтень". Потім перейшла працювати дояркою і працювала до 1959 року, коли вийшла на заслужений відпочинок. Працювала з Костромської породою. 
У 1948 році зуміла отримати від кожної з восьми закріплених за нею корів за 5001 кілограм молока. 
Указом Президії Верховної Ради СРСР від 4 липня 1949 року за отримання високих результатів у сільському господарстві і рекордні показники у тваринництві Марії Василівні Харитоновій присвоєно звання Героя Соціалістичної Праці з врученням ордена Леніна і медалі «Серп і Молот». 
Продовжувала і далі працювати в сільському господарстві. За всю свою трудову діяльність надоїла більше мільйона літрів молока. 
Проживала у рідному селі. Померла 17 серпня 1978 року.

## Нагороди
- золота зірка «Серп і Молот» (04.07.1949)
- три ордена Леніна (04.07.1949, 16.08.1950, 17.09.1951)
- Орден Трудового Червоного Прапора (23.07.1948)
- інші медалі.